# Vibeke Johnsen
Vibeke Johnsen (Oslo, 16 de outubro de 1968) é uma ex-handebolista profissional norueguesa, medalhista olímpica.
Vibeke Johnsen fez parte da geração medalha de prata de Seul 1988.